# Port lotniczy Dawadmi
Port lotniczy Dawadmi (IATA: DWD, ICAO: OEDW) – port lotniczy położony w Dawadmi, w Prowincji Rijad, w Arabii Saudyjskiej.

## Linie lotnicze i połączenia
| Linia Lotnicza | Kierunek           |
| -------------- | ------------------ |
| Saudia         | 1. Dżudda 2. Rijad |